# Velitjka
Velitjka (bulgariska: Величка) är ett distrikt i Bulgarien.   Det ligger i kommunen Obsjtina Omurtag och regionen Tărgovisjte, i den östra delen av landet, 270 km öster om huvudstaden Sofia.